# Araneus humilis
Araneus humilis là một loài nhện trong họ Araneidae.
Loài này thuộc chi Araneus. Araneus humilis được Ludwig Carl Christian Koch miêu tả năm 1867.